# Yenidze
Budova bývalé továrny na cigarety Yenidze se nachází v Drážďanech na Weißeritzstraße, na východním okraji města Frederichstadt, v blízkosti Kongresového centra. Byla postavena v letech 1908-1909 ve stylu mešity a má celkovou výšku 62 metrů. Dnes je používána jako administrativní budova.

## Stavba
Podnikatel Hugo Zietz dovážel tabák pro své cigarety (mimo jiné značky Salem) z rozrůstající se oblasti Yenidze, města v severním Řecku, které bylo v tehdejší době ještě pod osmansko-tureckou vládou. Začátek 20. století byl v Drážďanech požadavek, aby v centru nebyly zřizovány žádné tovární budovy, které by byly jako takové rozpoznatelné. Protože Zietz chtěl stavět na pozemku v těsné blízkosti železniční trati, a ta je v blízkosti centra města Drážďany, postavil orientální budovu, která tento požadavek splňovala, a zároveň, která vytváří nezapomenutelnou reklamní památkou pro jeho orientální tabák a cigarety „Yenidze“. Architekt a později švagr Adolfa Hitlera (manžel jeho sestry Angely), Martin Hammitzsch, proto navrhl podle Zietze stavbu ve fantaskním „orientálním“ stylu, která vypadá jako mešita s barevnou prosklenou kopulí a komínem, který se z vnějšku tváří jako minaret. Stavbě se hovorově říká „tabáková mešita“.

V historických, především barokních stavbách slavných Drážďan působila stavba cize a proto následovala odmítnutí, negativní účinky, legendy kolem stavitele a architekta. Právě ale takový nepřátelský vzdor proti do té době ne moc známé kultury stavbu proslavil a ta tak splnila dokonale svůj reklamní účel. Drážďanští se nakonec s orientální kopulí ve panoramatu barokních Drážďan smířili.

Tabákovou továrnu Yenidze vlastnil Hugo Zietz, dokud ji v roce 1924 neprodal společnosti Reemtsma. Během druhé světové války byla budova těžce poškozena. Stavební práce byl projednány ve filmu Karbid und Sauerampfer. Od roku 1953 byla do budovy umístěna kancelář obchodní základny VEB Tabakkontor, která v době NDR dodávala tabákové suroviny. Jako výjimečný monument byla továrna rekonstruován v roce 1996 a zadní část budovy byla od té doby použita pro kanceláře. V přední části kopule je restaurace s nejvýše položenou pivní zahradou v Drážďanech, která je otevřena během léta; restaurace sama je otevřena po celý rok, každý den od oběda. Navíc, přímo pod kopulí, od čtvrtka do úterý se koná akce 1001 Pohádek GmbH Drážďany – divadlo vyprávěných pohádek. Především se jedná o příběhy a pohádky pro velké, velmi často s orientálními tanci, ale také různými jinými, s nebo bez hudby. O víkendech navíc jsou nabízeny pohádky a příběhy pro děti.

## Tabáková oblast Yenidze
„Yenidze“ je starý název pro severní řecké město Genisea. Yenidze nebo (v anglickém jazykovém prostředí) Yenidje-Tabák byl do sousedního provenience, jako je Xanthin nebo Drama a v dnešním Turecku se nacházející Smyrna (Izmir) a Samsun jako nejjemnější, nejvíce aromatické a nejchutnější cigaretový tabák.
Podle jiných zdrojů jméno budovy souvisí se severním řeckým městem Giannitsa, který se nachází asi 50 kilometrů severozápadně od Soluně směrem na státní silnici na Edessa. Po více než sto let se pěstuje tabák v této úrodné krajině Makedonie, v níž se nachází Giannitsa.